# CDC-Cavaliere/2010
Deze pagina geeft een overzicht van de CDC-Cavaliere-wielerploeg in 2010.

## Algemeen
Ploegleiders: Fabrizio Fabbri, Primo Franchini, Andrea Peschi

## Renners
| Naam                         | Geboortedatum | Nationaliteit | Ploeg 2009                      |
| ---------------------------- | ------------- | ------------- | ------------------------------- |
| Domenico Agosta              | 03-04-1983    | Italië        | Meridiana-Kalev Chocolate Team  |
| Danilo Andrenacci (tot 31-7) | 07-02-1978    | Italië        | Hadimec-Nazionale Elettronica   |
| Luca Ascani                  | 29-06-1983    | Italië        | geen                            |
| Davide Bonucelli             | 22-09-1982    | Italië        | geen                            |
| Daniele Callegarin           | 21-09-1982    | Italië        |                                 |
| Davide D'Angelo              | 20-08-1982    | Italië        |                                 |
| Marko Dimic                  | 25-12-1991    | Servië        | Neo                             |
| Milos Kovalacevic            | 05-10-1990    | Servië        | Neo                             |
| Domenico Loria               | 03-01-1981    | Italië        |                                 |
| Eugenio Loria                | 03-01-1981    | Italië        |                                 |
| Giuseppe Muraglia            | 03-08-1979    | Italië        |                                 |
| Jovan Pavlovic               | 12-04-1989    | Servië        | Neo                             |
| Bernardo Riccio              | 21-03-1985    | Italië        | Ceramica Flaminia-Bossini Docce |
| Damjan Stankovic             | 22-03-1991    | Servië        | Neo                             |
| Davide Torosantucci          | 03-11-1981    | Italië        |                                 |
| Luca Zanasca                 | 23-08-1983    | Italië        |                                 |
| Stagiair                     |               |               |                                 |
| Matteo Belli (vanaf 1-8)     | 17-06-1988    | Italië        |                                 |

## Overwinningen
Ronde van Calabrië
3e etappe: Giuseppe Muraglia
Ronde van Servië
6e etappe: Davide D'Angelo
Eindklassement: Luca Ascani
2008 · 2009 · 2010 · 2011 · 2012 · 2013 · 2014 · 2015 · 2016